# Иваненко, Виктор Валентинович
Ви́ктор Валенти́нович Иване́нко (19 сентября 1947, дер. Кольцовка, Ишимский район, Тюменская область — 30 декабря 2022, Тюмень) — советский и российский деятель органов государственной безопасности. Председатель КГБ РСФСР, директор Агентства федеральной безопасности РСФСР. Генерал-майор.

## Карьера
Окончил электротехнический факультет Тюменского индустриального института (1970) по специальности «Автоматика и телемеханика», «инженер-электрик». В 1971 году окончил высшие курсы КГБ СССР.
Работал в органах государственной безопасности СССР и РСФСР (1970—1992). В 1970—1986 годах работал в Управлении КГБ по Тюменской области: оперуполномоченный, начальник Нижневартовского городского отдела, заместитель начальника Управления.
В 1986—1991 годах — старший инспектор, начальник отдела, с середины 1990 — заместитель начальника инспекторского управления КГБ СССР.
С мая 1991 года — и. о. председателя, а с 5 августа по 26 ноября 1991 года — председатель воссозданного КГБ РСФСР.
26 ноября 1991 года президент России Борис Ельцин издал указ о преобразовании КГБ РСФСР в Агентство федеральной безопасности РСФСР (АФБ). Генеральным директором этого агентства — министром РСФСР был назначен Виктор Иваненко. В январе 1992 года освобождён от должности и вскоре уволен из органов госбезопасности «по сокращению штатов» после того, как на заседании Конституционного суда РСФСР выступил против объединения АФБ и МВД в МБВД (в итоге суд отменил указ президента Ельцина о создании МБВД)

### Роль в событиях августа 1991 года
Во время ГКЧП Иваненко и Степашин обзванивали региональные управления КГБ и призывали поддержать законно избранного президента РСФСР Ельцина. Согласно рассказу самого Иваненко, он сам арестовал председателя КГБ СССР В. А. Крючкова, которого отвезли в пансионат «Сенеж» рядом с Солнечногорском. Руководил группой, приехавшей арестовать министра внутренних дел СССР Бориса Пуго.
Геннадий Бурбулис так оценивал его работу: 
«в мае месяце был создан Комитет государственной безопасности России, и генерал Иваненко, который все трое суток непрерывно находился в Белом доме в моем кабинете, и мы эту работу вместе делали, он сумел за этот срок самым оперативным образом добиться явного раскола в профессиональной, политической и жизненной позиции большинства сотрудников КГБ, как генерального советского офиса, так и в регионах» 

Советник президента Ельцина Сергей Станкевич вспоминал о его роли во время защиты Белого дома в дни ГКЧП:
ключевым членом штаба стал председатель КГБ РСФСР Виктор Иваненко... Когда вставала та или иная оперативная проблема, мы шли к Иваненко. Он быстро определял, на какие структуры или органы надо выйти для решения проблемы, находил там своих знакомых, и вскоре проблема решалась... Иваненко был удивительно эффективен. Благодаря ему мы точно знали, какие части введены в город, где они размещены и какие им поставлены задачи. Мы даже знали состав оперативного штаба, созданного ГКЧП для контроля за обстановкой в Москве. По каналам Иваненко мы получали и сведения о готовящемся штурме Белого дома".

### Дальнейшая карьера
Создатель Службы безопасности РАО «Газпром».
С апреля 1993 по октябрь 1998 года вице-президент, первый вице-президент, заместитель председателя правления АО «Нефтяная компания „ЮКОС“». 27 февраля 1998 года утверждён членом объединённого правления ЮКОСа и холдинга «Роспром». В одних газетных публикациях указывалось, что Иваненко возглавлял лоббистскую деятельность ЮКОСа в госструктурах, в других, что Иваненко возглавлял службу безопасности ЮКОСа.
В 2002 году, когда ЮКОС частично раскрыл структуру собственности, стало известно, что Иваненко владеет 0,9 % акций Group MENATEP, которые оценивались в 110 млн долларов. В связи с этим Иваненко назывался самым богатым из бывших сотрудников спецслужб.
На выборах в Госдуму в 1999 году входил в список кандидатов в депутаты от избирательного блока «Отечество — Вся Россия». В декларации кандидата Иваненко был указан совокупный годовой доход 1 633 063 рублей и дом 814 м² в Московской области.
С октября 1998 по октябрь 1999 года — советник министра Российской Федерации по налогам и сборам.
С января 2000 по февраль 2004 года — вице-президент Фонда развития парламентаризма в России. По мнению Владимира Милова, Фонд развития парламентаризма занимался подкупом депутатов Государственной думы в интересах ЮКОСа.
С 2003 года — председатель Совета директоров Арктической торгово-транспортной компании.
В 2008 году Иваненко выступал как свидетель защиты на суде над Леонидом Невзлиным.
Скончался 30 декабря 2022 года, не оправившись после последствий сложной операции. Похоронен на Троекуровском кладбище.

## Общественная деятельность
- член Наблюдательного совета Фонда сотрудничества Россия-АСЕАН[2]
- член Президиума Национального гражданского комитета по взаимодействию с правоохранительными, законодательными и судебными органами[2]
- член Президиума независимой организации «Гражданское общество»[2]
- член Совета по внешней и оборонной политике[25]
- входил в федеральный список кандидатов в депутаты Государственной Думы Федерального Собрания Российской Федерации III созыва выдвинутый избирательным блоком «Отечество — Вся Россия»

### Позиция
- «Надо, чтобы общество захотело осуществлять общественный контроль и получило для этого возможность. Следует сделать хотя бы первый шаг, скажем, предоставить Госдуме право на парламентские расследования деятельности спецслужб. Будет создан прецедент, появится опыт. В 1991 году такая попытка была, я уже говорил о депутатской Комиссии по рассмотрению кадрового резерва КГБ. В развитых странах парламентский контроль за работой спецслужб — естественная норма»[10].

## Награды
- Орден Красной Звезды[2]
- шесть медалей[2]